# 方思
方思（1925年—2018年），原名黄时枢，湖南省长沙市人。在上海接受大学教育，后定居台湾。
方思曾在台湾国立中央图书馆任职，旅居美国后担任逖谨逊大学图书馆馆长。他是现代派诗歌原始发起人之一，与余光中等人担任台湾的中国诗人联谊会会务委员。
2018年11月，方思在美国去世。

## 主要作品
- 《时间》
- 《夜》
- 《竖琴与长笛》
- 译里尔克之诗集《时间的书》。